# امباگهاهینا
امباگهاهینا (به لاتین: Ambagahahena) یک منطقهٔ مسکونی در سری‌لانکا است که در استان مرکزی (سری‌لانکا) واقع شده‌است.